# Loretánská kaple na Viničném vrchu u Žitenic
Loretánská kaple v Žitenicích na Litoměřicku se nachází na severozápad od centra obce na svahu Viničného vrchu. Od roku 1964 je chráněna jako nemovitá kulturní památka.

## Historie

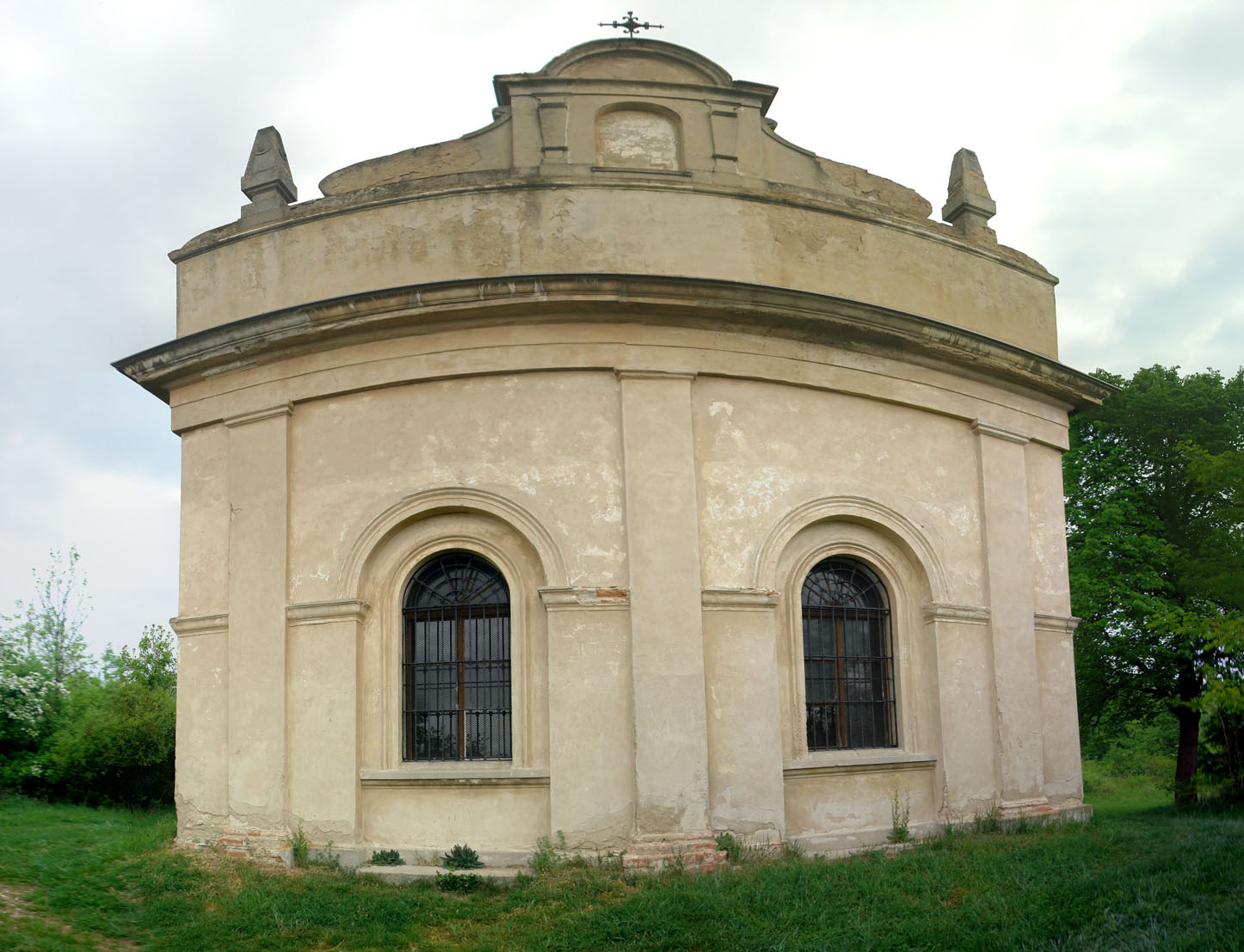
Průčelí žitenické loretánské kaple

Loretánská kaple byla postavena pravděpodobně ve druhé polovině 17. století, kdy byla obec v majetku vyšehradské kapituly. Při Josefínských reformách byla roku 1785 zrušena, k jejímu zániku ale nedošlo. Na začátku 19. století byla přestavěna na empírový vyhlídkový pavilon a roku 1908 upravena na lurdskou kapli.
Kaple má na jižní straně dvě zazděná pole původních arkád, na kratších stranách po jedné. Arkády byly vybourány kolem roku 1800 při přeměně kaple na vyhlídkový pavilon, k jejich zazdění došlo roku 1908 při přestavbě na lurdskou kapli. V jižní stěně jsou nyní dvě okna. Vstup do kaple je na východní straně obrácené ke vsi. Při této přestavbě byla kaple doplněna o novobarokní štít.